# Muzafer Korkuti
Muzafer Korkuti, född den 17 maj 1936 i Saranda i Albanien, är en albansk forskare och arkeolog.
Muzafer Korkuti gick i grundskola i Shkodra och läste historia vid Tiranas universitet från 1957 till 1962. Han vistades en tid i Kina där han fördjupade sig i arkeologi. Han deltog aktivt i arkeologiska utforskningar och utgrävningar i Albanien från 1960-talet och framåt. Han är en erkänd expert inom Albaniens forntida historia och vissa av hans verk har översatts till andra språk. Han är för närvarande ordförande vid Arkeologiska institutet vid Centrum för albanologiska studier i Tirana. Några av hans utgivna verk är Shqipëria arkeologjike (1971), Parailirët, ilirët, arbërit: histori e shkurtër (2003) och Arti shkëmbor në Shqipëri (2008).

### Fotnoter
1. ↑  Bibliothèque nationale de France, BnF Catalogue général : öppen dataplattform, id-nummer i Frankrikes nationalbiblioteks katalog: 16095037d, läst: 30 december 2019.[källa från Wikidata]